# دونا دريكو
دونا دريكو (بالإنجليزية: Donna D'Errico) هي ممثلة أمريكية. ولدت في 30 من مارس سنة 1968 بـمدينة دوثان، ولاية ألاباما، في الولايات المتحدة.

## روابط خارجية
- دونا دريكو على موقع IMDb (الإنجليزية)
- دونا دريكو على موقع ألو سيني (الفرنسية)
- دونا دريكو على موقع أول موفي (الإنجليزية)
- دونا دريكو على موقع إن إن دي بي (الإنجليزية)
- دونا دريكو على موقع قاعدة بيانات الفيلم (الإنجليزية)
- دونا دريكو على موقع كينوبويسك (الروسية)